# Дрезден (округ Вашингтон, Нью-Йорк)
Дрезден (англ. Dresden) — місто (англ. town) в США, в окрузі Вашингтон штату Нью-Йорк. Населення — 537 осіб (2020).

## Демографія
Згідно з переписом 2010 року, у місті мешкали 652 особи в 271 домогосподарстві у складі 173 родин. Було 666 помешкань
Расовий склад населення:
| - 97,2 % — білих - 0,6 % — чорних або афроамериканців |

До двох чи більше рас належало 2,0 %. Частка іспаномовних становила 1,7 % від усіх жителів.
За віковим діапазоном населення розподілялося таким чином: 19,0 % — особи молодші 18 років, 59,7 % — особи у віці 18—64 років, 21,3 % — особи у віці 65 років та старші. Медіана віку мешканця становила 48,9 року. На 100 осіб жіночої статі у місті припадало 95,2 чоловіків;  на 100 жінок у віці від 18 років та старших — 101,5 чоловіків також старших 18 років.
Середній дохід на одне домашнє господарство  становив 71 479 доларів США (медіана — 57 917), а середній дохід на одну сім'ю — 89 265 доларів (медіана — 66 250). Медіана доходів становила 46 250 доларів для чоловіків та 31 591 долар для жінок. За межею бідності перебувало 12,4 % осіб, у тому числі 17,6 % дітей у віці до 18 років та 10,7 % осіб у віці 65 років та старших.
Цивільне працевлаштоване населення становило 238 осіб. Основні галузі зайнятості: освіта, охорона здоров'я та соціальна допомога — 21,0 %, роздрібна торгівля — 16,8 %, науковці, спеціалісти, менеджери — 16,0 %.